# 348
Évszázadok: 3. század – 4. század – 5. század
Évtizedek: 290-es évek – 300-as évek – 310-es évek – 320-as évek – 330-as évek – 340-es évek – 350-es évek – 360-as évek – 370-es évek – 380-as évek – 390-es évek
Évek: 343 – 344 – 345 – 346 –  347 – 348 – 349 – 350 – 351 – 352 – 353

## Események

### Római Birodalom
- Flavius Philippust és Flavius Saliat választják consulnak.
- A római-perzsa háborúban II. Sápur király ostrom alá veszi a mezopotámiai Szingarát. A védők éjszaka meglepetésszerűen megtámadják a táborát, nagy veszteségeket okoznak az ostromlóknak, a perzsák pedig visszavonulnak.
- Athanarik király keresztényüldözése miatt a gótokat térítő Wulfila Moesiába menekíti közösségét.

### Kína
- Meghal Murong Huang, az északkelet-kínai, hszienpej dominanciájú Korai Jen állam alapítója. Utóda fia, Murong Csün.

## Születések
- Prudentius, római költő
- Szent Senute, egyiptomi szent
- I. Szent Izsák, örmény katolikosz

## Halálozások
- Szent Pakhomiosz, egyiptomi remete
- Szent Szpiridon, ciprusi püspök
- Murong Huang, hszianpej király

## Fordítás
- Ez a szócikk részben vagy egészben  a(z)   348 című angol Wikipédia-szócikk ezen változatának fordításán alapul.  Az eredeti cikk szerkesztőit annak laptörténete sorolja fel. Ez a jelzés csupán a megfogalmazás eredetét és a szerzői jogokat jelzi, nem szolgál a cikkben szereplő információk forrásmegjelöléseként.